# Домжан
Домжан (фр. Domjean) насеље је и општина у северној Француској у региону Доња Нормандија, у департману Манш која припада префектури Сен Ло.
По подацима из 2011. године у општини је живело 1037 становника, а густина насељености је износила 62,58 становника/km². Општина се простире на површини од 16,57 km². Налази се на средњој надморској висини од 110 метара (максималној 178 m, а минималној 30 m).

## Демографија
| 1962. | 1968. | 1975. | 1982. | 1990. | 1999. | 2011. |
| ----- | ----- | ----- | ----- | ----- | ----- | ----- |
| 772   | 838   | 748   | 748   | 822   | 820   | 1.037 |

График промене броја становника у току последњих година